# Kolarstwo na Letnich Igrzyskach Olimpijskich 1904 – 1 mila
Wyścig na 1 milę był jedną z konkurencji kolarskich na Letnich Igrzyskach Olimpijskich 1904. Wyścigi zostały rozegrane 5 sierpnia.
W zawodach uczestniczyło 8 kolarzy wszyscy ze Stanów Zjednoczonych.

## Wyniki

### Półfinały
Dwóch najszybszych zawodników z każdego półfinału awansowało do rundy finałowej.
| Półfinał 1 |                    |        |    |
| 1.         | Marcus Hurley      | 2:34.2 | QF |
| 2.         | Oscar Goerke       |        | QF |
| 3.         | Charles Schlee     |        |    |
| —          | Jay Nash McCrea    | DNF    |    |
| Półfinał 2 |                    |        |    |
| 1.         | Burton Downing     | 2:33.0 | QF |
| 2.         | Teddy Billington   |        | QF |
| 3.         | George Wiley       |        |    |
| 4.         | Anthony Williamsen |        |    |

### Finał
| Finał |                  |        |
|       | Marcus Hurley    | 2:41.6 |
|       | Burton Downing   |        |
|       | Teddy Billington |        |
| 4.    | Oscar Goerke     |        |